# Langenfeld (Bad Salzungen)
Langenfeld ist ein Stadtteil der Stadt Bad Salzungen im Wartburgkreis in Thüringen.

## Geografie
Langenfeld liegt unmittelbar südwestlich von Bad Salzungen. Durch den Ort führt die Bundesstraße 285, die Bad Salzungen in südliche Richtung mit Dermbach, Kaltennordheim und Mellrichstadt verbindet. Geografisch liegt die Gemarkung des Ortsteils am Fuß der nordöstlichen Abdachung der Rhön auf 300 m ü. NN.

## Geschichte
Die Ortsbezeichnung hat sich im Laufe der Jahrhunderte verändert. Lange Zeit wurde das Dorf auch Lengsfeld genannt.
Am 13. Februar 1297 wurde Langenfeld erstmals urkundlich erwähnt. Die Kirche wurde bereits im 14. Jahrhundert gebaut.
Ab diesem Zeitraum besaßen die Thüringer Landgrafen das Lehnsrecht in Salzungen. Sie förderten die Intensivierung der Wirtschaft und damit auch die Landwirtschaft durch weiteren Landausbau und die Registrierung der Ansiedlungen. Die Nähe zur Stadt Bad Salzungen und zum Fluss Werra sowie die Wälder beeinflussten das Leben der Landbevölkerung maßgeblich.

## Trivia
Nutzer von Facebook stießen 2015 auf Langenfeld, wenn sie den Suchbegriff „Germany“ eingaben und dann auf „Deutschland (Germany)“ klickten. Durch einen Algorithmus-Fehler war Deutschland irrtümlich als Langenfeld verlinkt worden. Plötzlich lagen in Langenfeld der Kölner Dom, der Flughafen Frankfurt und das Berliner KaDeWe. Fast jeder der eigenen Facebook-Freunde hatte den Ort, der somit bereits 2,5 Millionen Likes erhalten hatte, offenbar schon einmal besucht. Ein ähnlicher Fehler unterlief Facebook 2017 mit der Stadt Bielefeld.